# Mastering
Mastering handlar om två saker:
- En bearbetningsprocess där slutkomprimering och tonjustering sker på ljud (men även andra bearbetningsprocesser), vilket som exempel kan vara musik eller filmljud. Processen kallades ursprungligen för pre-mastering.

- Produktion av den färdiga mastern, inklusive att sätta koder för spårens start- och stopptider. Mastern är den kopia som används för att trycka upp ett större antal kopior av ljudmediet, till exempel vid tryckning av LP- eller CD-skivor. En dubplate är en typ av vinylskiva som används under mastering av skivor och kvalitetskontroller av testinspelningar innan den slutgiltiga inspelningen. Skivor av dubplate-typ är av sämre kvalitet än vanliga vinylskivor och har därför sämre hållbarhet och går inte heller att spela lika många gånger (mellan 30 och 50 spelningar) som en vanlig skiva.